# جائزة إسبانيا الكبرى 1978
جائزة إسبانيا الكبرى 1978 هو سباق فورمولا 1 أقيم بتاريخ 4 يونيو 1978 في إسبانيا. كان السابع من أصل 16 في بطولة العالم لسباقات الفورمولا واحد موسم 1978. حلّ الأمريكي ماريو أندريتي أولا.